# Wyspy Cooka na Letnich Igrzyskach Olimpijskich 2020
Wyspy Cooka na Letnich Igrzyskach Olimpijskich 2020 – występ kadry sportowców reprezentujących Wyspy Cooka na igrzyskach olimpijskich, które odbyły się w Tokio w Japonii, w dniach 23 lipca - 8 sierpnia 2021 roku.
Reprezentacja Wysp Cooka liczyła sześcioro zawodników - trzech mężczyzn i trzy kobiety, którzy wystąpili w 3 dyscyplinach.
Był to dziewiąty start tego kraju na letnich igrzyskach olimpijskich.

## Reprezentanci

### Kajakarstwo
Kajakarstwo górskie
| Zawodniczka   | Konkurencja       | Eliminacje | Eliminacje | Eliminacje | Eliminacje | Eliminacje | Eliminacje | Półfinał | Półfinał | Finał | Finał   |
| Zawodniczka   | Konkurencja       | Przejazd 1 | Miejsce    | Przejazd 2 | Miejsce    | Czas       | Miejsce    | Czas     | Miejsce  | Czas  | Miejsce |
| ------------- | ----------------- | ---------- | ---------- | ---------- | ---------- | ---------- | ---------- | -------- | -------- | ----- | ------- |
| Jane Nicholas | Slalom C-1 kobiet | 151,95     | 19.        | 205,74     | 22.        | 151,95     | 21.        | NQ       | NQ       | NQ    | NQ      |
| Jane Nicholas | Slalom K-1 kobiet | 150,17     | 23.        | 120,10     | 20.        | 120,10     | 21. Q      | 144,84   | 22.      | NQ    | NQ      |

 Kajakarstwo klasyczne
Mężczyźni
| Zawodnik    | Konkurencja | Eliminacje | Eliminacje | Ćwierćfinał | Ćwierćfinał | Półfinał | Półfinał | Finał | Finał   |
| Zawodnik    | Konkurencja | Czas       | Miejsce    | Czas        | Miejsce     | Czas     | Miejsce  | Czas  | Miejsce |
| ----------- | ----------- | ---------- | ---------- | ----------- | ----------- | -------- | -------- | ----- | ------- |
| Kohl Horton | K-1 200 m   | 40,061     | 24.        | DNF         | DNF         | NQ       | NQ       | NQ    | NQ      |
| Kohl Horton | K-1 1000 m  | 4:24,679   | 27.        | 4:39,138    | 17.         | NQ       | NQ       | NQ    | NQ      |

Kobiety
| Zawodniczka  | Konkurencja | Eliminacje | Eliminacje | Ćwierćfinał | Ćwierćfinał | Półfinał | Półfinał | Finał | Finał   |
| Zawodniczka  | Konkurencja | Czas       | Miejsce    | Czas        | Miejsce     | Czas     | Miejsce  | Czas  | Miejsce |
| ------------ | ----------- | ---------- | ---------- | ----------- | ----------- | -------- | -------- | ----- | ------- |
| Jade Tierney | K-1 200 m   | 48,271     | 33.        | 49,290      | 23.         | NQ       | NQ       | NQ    | NQ      |

### Lekkoatletyka
| Zawodnik     | Konkurencja            | Eliminacje | Eliminacje | Półfinał | Półfinał | Finał | Finał   |
| Zawodnik     | Konkurencja            | Czas       | Miejsce    | Czas     | Miejsce  | Czas  | Miejsce |
| ------------ | ---------------------- | ---------- | ---------- | -------- | -------- | ----- | ------- |
| Alex Beddoes | Bieg na 800 m mężczyzn | 1:47,26    | 36.        | NQ       | NQ       | NQ    | NQ      |

### Pływanie
Mężczyźni
| Zawodnik       | Konkurencja        | Eliminacje | Eliminacje | Półfinał | Półfinał | Finał | Finał   |
| Zawodnik       | Konkurencja        | Czas       | Miejsce    | Czas     | Miejsce  | Czas  | Miejsce |
| -------------- | ------------------ | ---------- | ---------- | -------- | -------- | ----- | ------- |
| Wesley Roberts | 200 m st. dowolnym | 1:50,41    | 37.        | NQ       | NQ       | NQ    | NQ      |
| Wesley Roberts | 400 m st. dowolnym | 3:55,65    | 30.        | N/A      | N/A      | NQ    | NQ      |

Kobiety
| Zawodniczka             | Konkurencja          | Eliminacje | Eliminacje | Półfinał | Półfinał | Finał | Finał   |
| Zawodniczka             | Konkurencja          | Czas       | Miejsce    | Czas     | Miejsce  | Czas  | Miejsce |
| ----------------------- | -------------------- | ---------- | ---------- | -------- | -------- | ----- | ------- |
| Kirsten Fisher-Marsters | 100 m st. klasycznym | 1:13,98    | 36.        | NQ       | NQ       | NQ    | NQ      |